# Plagiostachys uviformis
Plagiostachys uviformis là một loài thực vật có hoa trong họ Gừng. Loài này được (L.) Loes. miêu tả khoa học đầu tiên năm 1930.